# Egospótamo
Egospótamo (em grego: Αἰγὸςποταμοί; romaniz.: Aegòspotamoí) é um pequeno rio indo desaguar no Helesponto, a nordeste de Sesto. Na sua foz desenrolou-se o cenário da decisiva batalha em 405 a.C. na qual Lisandro destruiu a frota ateniense, acabando com a Guerra do Peloponeso.
O povoado da Grécia Antiga de mesmo nome, cuja existência é atestada em moedas dos quinto e quarto séculos, e o próprio rio, eram localizados na antiga Trácia.